# Maria João Pires
Maria João Pires (Lisbona, 23 luglio 1944) è una pianista portoghese.

## Biografia
La sua carriera inizia prestissimo: a cinque anni tiene il primo recital e a sette anni esegue pubblicamente i Concerti per pianoforte di Mozart a Porto, sotto la direzione di Ino Savini. Negli anni seguenti studia pianoforte e composizione musicale al Conservatorio di Lisbona e alla Musikakademie di Monaco di Baviera. Nel 1970 raggiunge la fama internazionale vincendo il Concorso del bicentenario beethoveniano a Bruxelles. Da allora si esibisce come solista e assieme alle maggiori orchestre del mondo. È la fondatrice del Belgais Centre for Study of the Arts, una struttura pensata per offrire ai giovani artisti la possibilità di sviluppare il proprio talento.
Al Festival di Salisburgo nel 1984 esegue il Concerto per pianoforte e orchestra n. 14 di Mozart, nel 1995 il Concerto per pianoforte e orchestra n. 23 diretta da Frans Brüggen e nel 2011 il Concerto per pianoforte e orchestra n. 27 diretta da Kent Nagano.
Ha preso parte al film La lettera interpretando sé stessa.
Nel 2006 si è trasferita a Salvador in Brasile, dove conserva la sua casa, pur trascorrendo la maggior parte del tempo in Svizzera, dove ha figli e nipoti, ai quali vuole essere vicina.

## Repertorio
Il repertorio di Maria João Pires è molto vasto e include le opere dei principali compositori classici e romantici. Tra le registrazioni notevoli ricordiamo l'integrale delle Sonate per pianoforte di Mozart, degli Improvvisi di Schubert e dei Notturni di Chopin. Secondo Bryce Morrison della Gramophone, quest'ultima registrazione è in assoluto la migliore versione disponibile: «Sento di poter affermare senza esitazioni che Maria João Pires - artista del tutto aliena da ogni forma di narcisismo - è uno dei maggiori maestri dei nostri tempi».

## Discografia
- Bach, Part. clvc. n. 1/Suite ingl. - Pires, 1995 Deutsche Grammophon
- Beethoven, Son. vl. e pf. n. 1-10 - Dumay/Pires, 2002 Deutsche Grammophon
- Brahms, Musica da camera (compl.) - Pires/Serkin/Ferras/Rostropovich, 1966/2006 Deutsche Grammophon
- Brahms, Trii pf. n. 1, 2 - Pires/Dumay/Wang, 1994/1995 Deutsche Grammophon
- Chopin, Conc. pf. n. 1-2 - Pires/Previn/RPO/ Krivine/Chamber Orchestra of Europe, 1992/1997 Deutsche Grammophon
- Chopin, Conc. pf. n. 1/Fantasia - Pires/Krivine, Deutsche Grammophon
- Chopin, Conc. pf. n. 2/Preludi n. 1-24 - Pires/Previn/RPO, 1992 Deutsche Grammophon
- Chopin, Notturni n. 1-21 - Pires, 1995 Deutsche Grammophon
- Chopin, Recital - Pires, 2008 Deutsche Grammophon
- Debussy Franck Ravel, Son. vl. e pf./Habanera/Tzigan - Dumay/Pires, 1993 Deutsche Grammophon
- Grieg, Son. vl. e pf. n. 1-3 - Dumay/Pires, 1993 Deutsche Grammophon
- Mozart, Conc. pf. n. 14, 17, 21, 26 - Pires/Abbado/WPO/COE, 1992/1993 Deutsche Grammophon
- Mozart, Conc. pf. n. 17, 21 - Pires/Abbado/COE, 1993 Deutsche Grammophon
- Mozart, Conc. pf. n. 20, 27 - Pires/Abbado/Orch. Mozart, 2012 Deutsche Grammophon
- Mozart, Son. pf. n. 1-18/Fantasia K. 475 - Pires, 1989/1990 Deutsche Grammophon
- Ravel, Best of Ravel - Karajan/Abbado/Pires/ Argerich/Ozawa / Pogorelich/Giulini/Mintz, Deutsche Grammophon
- Schubert, Son. pf. D. 784/Momenti/Scherzi - Pires, Deutsche Grammophon
- Schubert, Son. pf. D. 845, 960 - Pires, 2012 Deutsche Grammophon
- Schubert, Improvvisi op. 90, 142 - Pires, Deutsche Grammophon
- Schumann, Carnevale di Vienna/Arabeske - Pires, Deutsche Grammophon
- Schumann, Conc. pf./Quint. pf. - Pires/Abbado/ECO/Dumay, 1997/1999 Deutsche Grammophon
- Pires, Integrale dei concerti - Maria João Pires Coll. vol II, 1992/2012 Deutsche Grammophon
- Pires, Integrale della musica da camera - Maria João Pires Coll. vol III, 2016 Deutsche Grammophon
- Pires, Integrale delle registrazioni solistiche - Maria João Pires Coll. vol I, 2014 Deutsche Grammophon
- Pires/Meneses, The Wigmore Hall recital (Live, Gennaio 2012) - Schubert/Brahms/Mendelssohn/Bach, 2012 Deutsche Grammophon